# Adlan Viskhanov
Adlan Bakirsoultanovitch Viskhanov (ur. 29 stycznia 2002) – francuski zapaśnik walczący w stylu wolnym. Zajął 22. miejsce na mistrzostwach świata w 2022. 
Siódmy na mistrzostwach Europy w 2023 i 2025. Brązowy medalista MŚ wojskowych w 2025. Drugi na ME U-23 w 2024 i trzeci w 2023. Trzeci na MŚ i ME juniorów w 2022. 
Mistrz Francji w 2021, 2022 i 2023 roku.